# 데이비드 P. 벅슨
데이비드 펜로즈 벅슨(David Penrose Buckson, 1920년 7월 25일, 델라웨어주 타운센드 ~ 2017년 1월 17일, 델라웨어주 밀퍼드)은 미국의 정치인으로 델라웨어 주지사이다.

## 학력
- 델라웨어 대학교 인문사회 학사
- 펜실베이니아 주립 딕킨슨 로스쿨 캠퍼스 법학학사

## 경력
- 1957.01 ~ 1960.12 제15대 델라웨어 부지사
- 1960.12 ~ 1961.01 제63대 델라웨어 주지사
- 1963.01 ~ 1971.01 제37대 델라웨어 법무장관

## 역대 선거 결과
| 선거명      | 직책명          | 대수 | 정당   | 득표율 | 득표수   | 결과 | 당락                 |
| ----------- | --------------- | ---- | ------ | ------ | -------- | ---- | -------------------- |
| 1956년 선거 | 델라웨어 부지사 | 15대 | 공화당 | 53.21% | 92,254표 | 1위  | 델라웨어 부지사 당선 |
| 1964년 선거 | 델라웨어 주지사 | 65대 | 공화당 | 48.65% | 97,374표 | 2위  | 낙선                 |